# Rhacophorus nigropalmatus
Rhacophorus nigropalmatus és una espècie de granota que viu a Tailàndia, Malàisia i Indonèsia.